# Kālka
Kālka (hindi: कालका) är en ort i Indien.   Den ligger i delstaten Himachal Pradesh, i den norra delen av landet, 250 km norr om huvudstaden New Delhi. Kālka ligger 703 meter över havet och antalet invånare är 32 205.
Terrängen runt Kālka är varierad. Runt Kālka är det tätbefolkat, med 530 invånare per kvadratkilometer. Närmaste större samhälle är Chandigarh, 18,5 km sydväst om Kālka. Trakten runt Kālka består till största delen av jordbruksmark.